# Anders Faager
Anders Faager (Suecia, 17 de mayo de 1945-20 de junio de 2019) fue un atleta sueco retirado especializado en la prueba de 4x2 vueltas (392 metros), en la que consiguió ser campeón europeo en pista cubierta en 1974.

## Carrera deportiva
En el Campeonato Europeo de Atletismo en Pista Cubierta de 1974 ganó la medalla de oro en las 4x2 vueltas (392 metros), con un 3:04.55 segundos, llegando a meta por delante del equipo francés, y siendo sus compañeros de equipo: Michael Fredriksson, Gert Möller y Dimitre Grama.